# Carl Körber

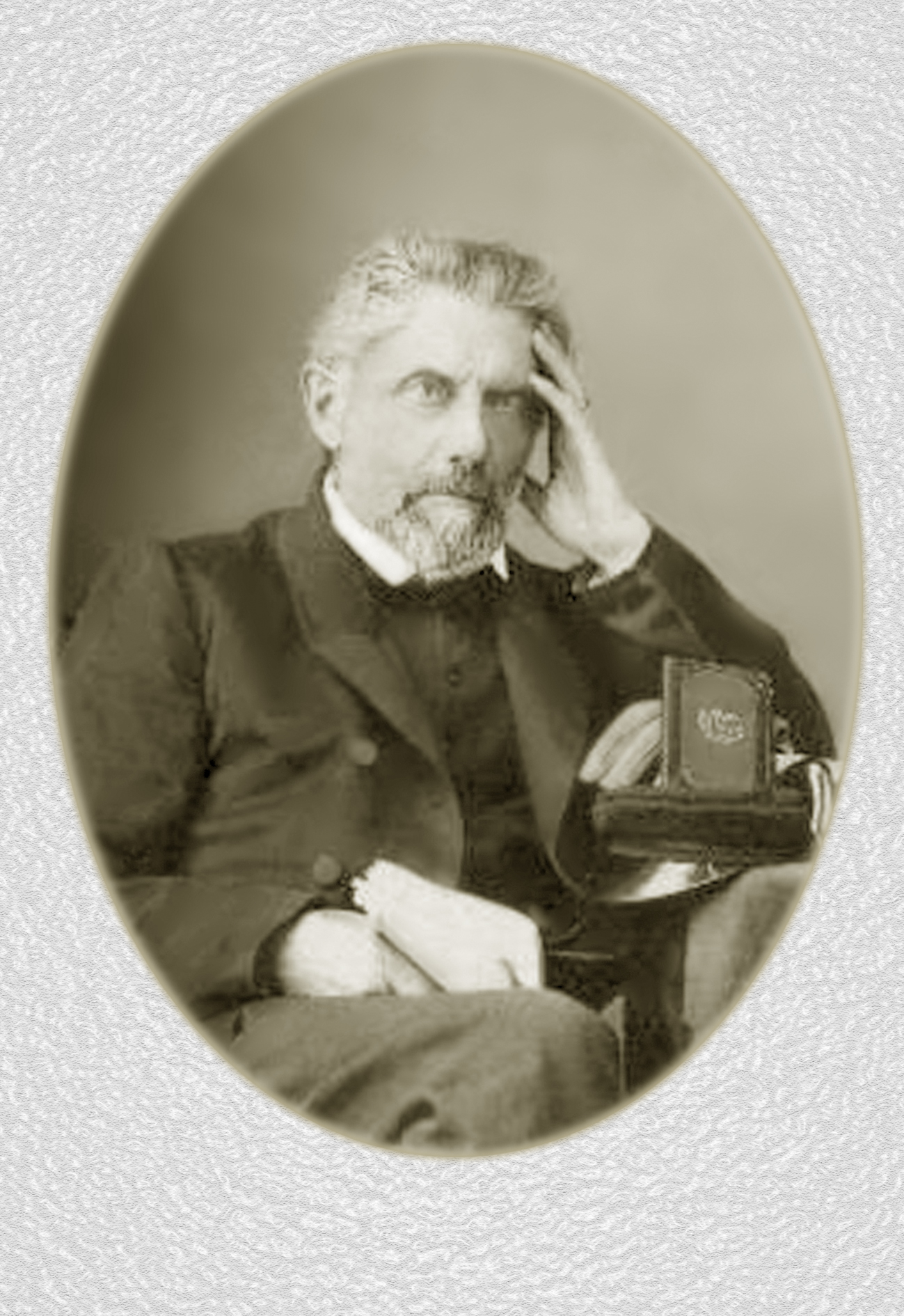
Carl Eduard Anton Körber

Carl Eduard Anton Körber (* 23. Maijul. / 4. Juni 1802greg. in Võnnu; † 22. Apriljul. / 4. Mai 1883greg. in Tartu) war ein estnischer Geistlicher und Schriftsteller deutschbaltischer Herkunft.

## Leben
Carl Körber war der Sohn des Geistlichen und Heimatforschers Eduard Körber und der ältere Bruder des Komponisten und Dichters sowie ebenfalls Geistlichen Martin Körber. Er besuchte das Gymnasium in Tartu, wo er von 1820 bis 1823 auch Theologie studierte. Es folgten längere Reisen ins Ausland (Deutschland, Italien, Schweiz). Sein offizieller Studienabschluss an der Kaiserlichen Universität Dorpat erfolgte im Jahre 1834. Er war an verschiedenen Orten Hauslehrer und ab 1836 Hilfsprediger, ab 1841 Pastor in Vändra und Käru. Nach seiner Emeritierung übersiedelte er 1859 nach Tartu, wo er u. a. die (kurzlebige) estnische Zeitung Tallorahwa Postimees ('Postbote fürs Bauernvolk') redigierte. Kurzzeitig war er auch Redakteur der deutschsprachigen Wochenzeitung Das Inland, ferner verdiente er sich seinen Lebensunterhalt durch Privatunterricht.
Die Person Körbers diente dem estnischen Autor Ernst Peterson-Särgava in seinem Roman Lähme linna kirjutama, oma elu kergendama ('Gehen wir in die Stadt zu schreiben, unser Leben zu erleichtern') teilweise als Vorbild.

## Werk
Körber publizierte ungefähr vierzig Bücher und Broschüren verschiedensten Inhalts und war überdies Autor von Kalendergeschichten: Er verfasste geistlich-erbauliche Schriften, zeichnete Volkserzählungen auf, schrieb Schulbücher und populärwissenschaftliche Literatur und war der erste Autor estnischsprachiger Kinderbücher. Sein Werk zeichnet sich durch eine „ungewöhnlich bildreiche“ Sprache sowie „außergewöhnliche Gedankengänge und unerwartete Vergleiche“ aus.
In Konflikt mit der Obrigkeit geriet er durch seine sogenannte „Palermo-Predigt“ (1846), in der er gegen die in den 1840er Jahren um sich greifende Konversionsbewegung (zum orthodoxen Christentum) wetterte und auch den regierenden Zaren nicht verschonte. Durch seine Gegnerschaft zur herrschenden Oberschicht genoss er in der Bevölkerung jedoch hohes Ansehen.